# 水戸八幡宮
水戸八幡宮（みとはちまんぐう）は、茨城県水戸市八幡町にある神社。正式名称は「八幡宮」である。古くは白旗山（しらはたやま）八幡宮、または白幡山八幡宮と呼ばれていた。旧社格は県社。創祀以来の水戸城主代々の崇敬社で、常陸国水府総鎮守とされてきた。

## 概要
東茨城台地の端部、那珂川右岸段丘にある水戸市八幡町に鎮座する。境内の「烈公御涼所」からは、遠く日光、久慈の連山、那珂川を眼下に望むことができる。元旦にはここから初日の出を望む初日出御来光清祓式が行われる。かつては水戸城の最外堀がすぐ背後にあった。
社地は戦禍を逃れ、国の重要文化財の本殿、国の天然記念物の御葉付公孫樹（おはつきいちょう）をはじめとして、数々の文化財と鎮守の杜が保たれている。春は桜、初夏は保和苑の周辺という土地柄もあってアジサイが咲き（境内は「水戸のあじさい祭り」の会場の一部になっている）、秋は紅葉・黄葉の名所となる。茨城百景、茨城観光百選、水戸百景などに選定されている。
戌亥歳生まれの一代の守り神としても有名で、県内外から参拝者が訪れる。
例祭は4月15日に行われる例大祭である。水戸黄門まつりでは神輿が渡御される。

## 祭神
誉田別尊
息長足日売尊
姫大神
- 八幡三神を祀っている。

### 境内社
武内宿禰神社、天満宮、水天宮、淡島神社、稲荷神社、金刀毘羅神社、二神宮、松尾神社、三島神社、石尊神社、青麻神社、稲荷神社、秋葉神社がある。

## 歴史
水戸八幡宮の祭神は、文禄元年（1592年）、佐竹義宣により、常陸太田市馬場にある馬場八幡宮から勧請された神である。馬場八幡宮は天喜4年（1056年）、源頼義の凱旋にあたり後冷泉天皇が各地に勧請した石清水八幡宮の分社の一と伝えられている。佐竹昌義が同地の領有後、大田郷の惣社と定めてから、佐竹隆義と佐竹義重が社殿を造営するなど代々崇敬した。府県郷社明治神社誌料には、佐竹氏が太田を領有した際、鎌倉八幡宮の分霊を勧請したとする伝承が併記されているが、現在、この由緒は同市内の若宮八幡宮に属するものとされている。なお、佐竹氏の八幡信仰には馬場八幡宮に代表される石清水八幡宮から勧請を受けた古い系統と太田の若宮八幡宮に代表される鎌倉八幡宮の勧請を受けた新しい系統があることが知られているが、これは応永14年（1407年）に藤原氏系の上杉氏から佐竹義人が婿養子として佐竹氏を継承した際に、上杉氏ともつながりが深い鎌倉八幡宮に勧請元を切り替えたことが影響していると考えられ（義人の相続に反対する人々が石清水八幡宮系統とつながりが深かったため）、水戸の若宮八幡宮の由緒は後者に属すると考えられている。
天正19年（1591年）、佐竹義宣が江戸氏を滅ぼして水戸城主になると、翌年の文禄元年（1592年）、馬場八幡宮の分霊を水戸城中に奉斎した。これが水戸八幡宮の創祀とされている。後に社地を城西大坂の八幡小路（現在の水戸市北見町）に移し、慶長3年（1598年）に本殿を建立し、水府総鎮守と定めた。これにより八幡小路の西方は「社地、及社務、六供衆、神主等の住所」 となった。
水戸八幡宮の社名は、後世の水戸徳川家の寺社改革で編纂された「鎮守帳」には「若宮八幡」と記録されている。新編常陸国誌には「寛文3年の寺院改帳を按ずるに、社務別当を光明院と云ひ、白幡山㬅荼羅寺と号す」とある。当時、社務及び六供衆（寺院）は、同じく久慈郡太田村から移った光明院の社僧に管理されており、八幡宮は神仏混淆の社だった 。この寺院の山号が「白幡山（白旗山）」の由来になったと考えられる。
慶長7年（1602年）、佐竹氏が出羽久保田藩（秋田藩）に移封となった。この時、光明院も秋田に移ったが、水戸には水戸八幡宮及び光明院の社僧が残った。慶長14年（1608年）、水戸徳川家の祖である徳川頼房が水戸に封ぜられ、引き続き水戸下市及び常磐村の鎮守となった。寛永2年（1625年）、徳川頼房が社職福田某を罷免し、吉田神社社守、田所出羽清長の一男修理清重を任命した。以来、現在に至るまで同家が社職を承継している。寛文5年7月11日（1665年）、領知朱印状で八幡宮領三百石及び宮廻山林竹木諸役免除の確認がなされた。
元禄7年（1694年）、水戸徳川家の寺社改革を受け、八幡小路から那珂西（なかさい）村（現在の東茨城郡城里町那珂西）に遷座した。これに対し、神職氏子の請願等があり、宝永6年（1709年） 、現在の社地である八幡町に再び遷座した。当初は水戸八幡宮に至る道の突き当たりを宮地とする予定であったが、白鶴一羽が舞い降りて数刻翼を休めたため、これを霊瑞とみて西方の現在の位置に改めたという伝承がある。
一時遷座した那珂西には那珂西神社があり、水戸八幡宮と同じ八幡神三座を祀っている。水戸八幡宮の再遷座につき旧址に創祀したとも、遷座以前から八幡社があったため合祀したとも伝えられている。なお、年代は不詳であるが、室町時代に佐竹義人から鎌倉の八雲神社に充てた書状に「那珂西八幡官（そのまま）」という文言が登場しており、佐竹義人が勧請した若宮八幡宮がここにあった可能性も指摘されている。いずれにしても水戸八幡宮の分霊を祀る神社といえる。また八幡宮領三百石は、「鎮守帳」によれば上那珂西村と下那珂西村の村高に編入された。新編常陸国誌によれば、光明院の名跡に進退され、後に同地の泉山宝幢院（ほうどういん）宝厳寺に移ったとされている。
近代社格制度が始まってからは、明治6年（1873年）に郷社、明治12年7月（1879年）に県社に列格した。
平成10年（1998年）、本殿の修復工事が行われた。

## 水戸藩の寺社改革
水戸八幡宮が影響を受けた水戸徳川家の寺社改革は、徳川光圀の寛文年間（1661-1673年）と、徳川綱條の元禄年間（1688-1703年）の二期にかけて実施された 。主な政策は、寛文年間は「寺院整理」及び「一村一鎮守制の確立」、元禄年間は「神社からの仏教的性格の払拭」だった。
寺社改革のうち、神社に関わるものを「神社改め」「鎮守改め」（「改め」は「御改」ともいう）というが、八幡社の改廃が際立つことから「八幡改め」ともいう。非難がましく言及する場合には「八幡潰し」ということもある。この時の「徳川光圀の検分」により祭神、神体、社名等を改めた云々という由緒を持つ神社は、八幡社に限らず、茨城県内各所に存在している。なお、八幡社が標的にされた理由としては、八幡信仰が神仏習合と密接であったことに加え、水戸徳川家の前に500年近くにわたって水戸藩域を支配してきた佐竹氏が地域の土着神や旧来の豪族が崇敬する神に代わる形で八幡社を広めた経緯があり、旧支配層（佐竹氏）との関係を断ち切る意図があったとする指摘もある。

### 寛文年間の寺社改革
寛文3年（1663年）以降、徳川光圀により水戸藩領内の寺社調査が実施され、調査史料に基づき鎮守（神社）と各宗派（寺院）の「開基帳」（計15冊）が編纂された。寛文5年（1665年）に寺院奉行を設置し、翌年から寺社調査に基づく大規模な寺院整理を実施し、「破却帳」が編纂された。対象は無檀家もしくは無住といった経営の不安定な小寺、僧侶の不行跡が目立つ寺院、新興非合法の寺院等だった。破却帳によれば、約6割に及ぶ1,433寺院が整理を受けた。寺社改革は都市政策を兼ねており、城下町整備のため水戸城下21寺が2寺に整理された。
水戸八幡宮の社地の変遷からも、寺社改革の都市政策的な側面がうかがえる。水戸八幡宮がある八幡町も元は寺院であり、寛文6年（1666年）に本了寺、本伝寺、常円寺、慈眼院が破却された結果、新割（町名）として宅地化された。社地にあたる部分には蓮乗寺、本行寺、本法寺があり、蓮乗寺は元和3年（1683年）、本行寺は貞亨元年（1684年）、本法寺は宝永元年（1704年）にそれぞれ各地に移された。一方、水戸八幡宮の旧地である八幡小路は「矢塲、馬塲等」の用地、及び諸士の宅地となった。

### 元禄年間の寺社改革
元禄8年（1695年）から翌年にかけて、神社からの仏教的性格の払拭を狙い、村鎮守の祭主を神官に限定すること（社僧の禁止）、神体としての仏像の禁止（鏡もしくは幣への変更）、別当の廃止、八幡社の廃止等が実施された。追跡調査に基づき「鎮守帳」が編纂され、その神社の来歴が後世においても分析できるようになっている。
八幡社が標的となった背景には、八幡信仰の持つ神仏習合的性格のほか、旧領主佐竹氏の氏神であることから、俗にその影響を排除するためともいう。しかし八幡社は源氏を名乗る徳川家の氏神でもある。また水戸藩内における八幡信仰の拡大は、佐竹氏の支配下ではなく、むしろ寛文年間の寺社改革（一村一鎮守制の施行）を受けて顕著になったものである。寛文3年（1663年）から元禄9年（1696年）にかけての約30年間に、八幡社は40社から105社へと二倍以上に増加した。圭室（1996年）の論文では、寛文7年（1667年）に徳川光圀が吉田神社と静神社の社守を京都に派遣し、吉田神道を学ばせていることから 、元本宗源神道（吉田神道）が唱える反本地垂迹説の推進が政策の動機であり、これに加えて、藩主の氏神を村鎮守とすることを禁じたためではないかと推測している。
八幡社の改廃は徹底したもので、元禄年間の寺社改革の結果、105社の八幡社のうち、101社が整理を受けた。内訳は廃社が6社、神名変更が86社、合祀又は摂末社としての遷座が9社だった。新しい祭神としては吉田明神、鹿島明神、静明神といった水戸藩領内又は常陸国の有力社が大半を占めた。特に吉田明神が顕著であり、これは水戸徳川家の崇敬が篤かったほか、前記の通り、社守による政策協力の影響ともいう。
取り潰しを免れた4社は、多賀郡安良川村の安良川八幡宮（高萩市安良川）、久慈郡馬場村の馬場八幡宮（常陸太田市馬場町）、久慈郡大田村の若宮八幡宮（常陸太田市宮本町）、城下の八幡宮（水戸八幡宮）（水戸市八幡町）で、内三社は佐竹氏と関係の深い神社である。安良川八幡宮に対しても文明11年（1479年）、佐竹氏が38貫文地を寄進したという記録がある。

## 沿革
- 天正18年（1590年）、水戸城主江戸氏、佐竹氏により滅亡。
- 文禄元年（1592年）、水戸城主佐竹義宣、太田の馬場八幡宮より分霊を勧請し、水戸八幡宮を創祀。
- 慶長3年（1598年）、佐竹義宣、水戸城下の八幡小路（現水戸市北見町）に本殿を建立。水府総鎮守となる。
- 慶長7年（1602年）、佐竹氏が秋田移封。
- 慶長14年（1608年）、徳川頼房、常陸水戸藩の初代藩主となる。水戸下市及び常磐村の鎮守となる。
- 寛文5年7月11日（1665年）、領知朱印状で八幡宮領三百石及び宮廻山林竹木諸役免除を確認。
- 元禄7年（1694年）、水戸藩の寺社改革により、茨城郡那珂西村（現東茨城郡城里町那珂西）に遷座。
- 宝永6年（1709年）、氏子等町民の請願により現地白幡山に遷座。鎮座地を選定する神事の際、白鶴一羽が舞い降りて神域を卜定した[B 1]。
- 明治6年（1873年）、郷社に列格。
- 明治12年7月（1879年）、県社に列格。
- 平成10年（1998年）、本殿を修復。

## 文化財

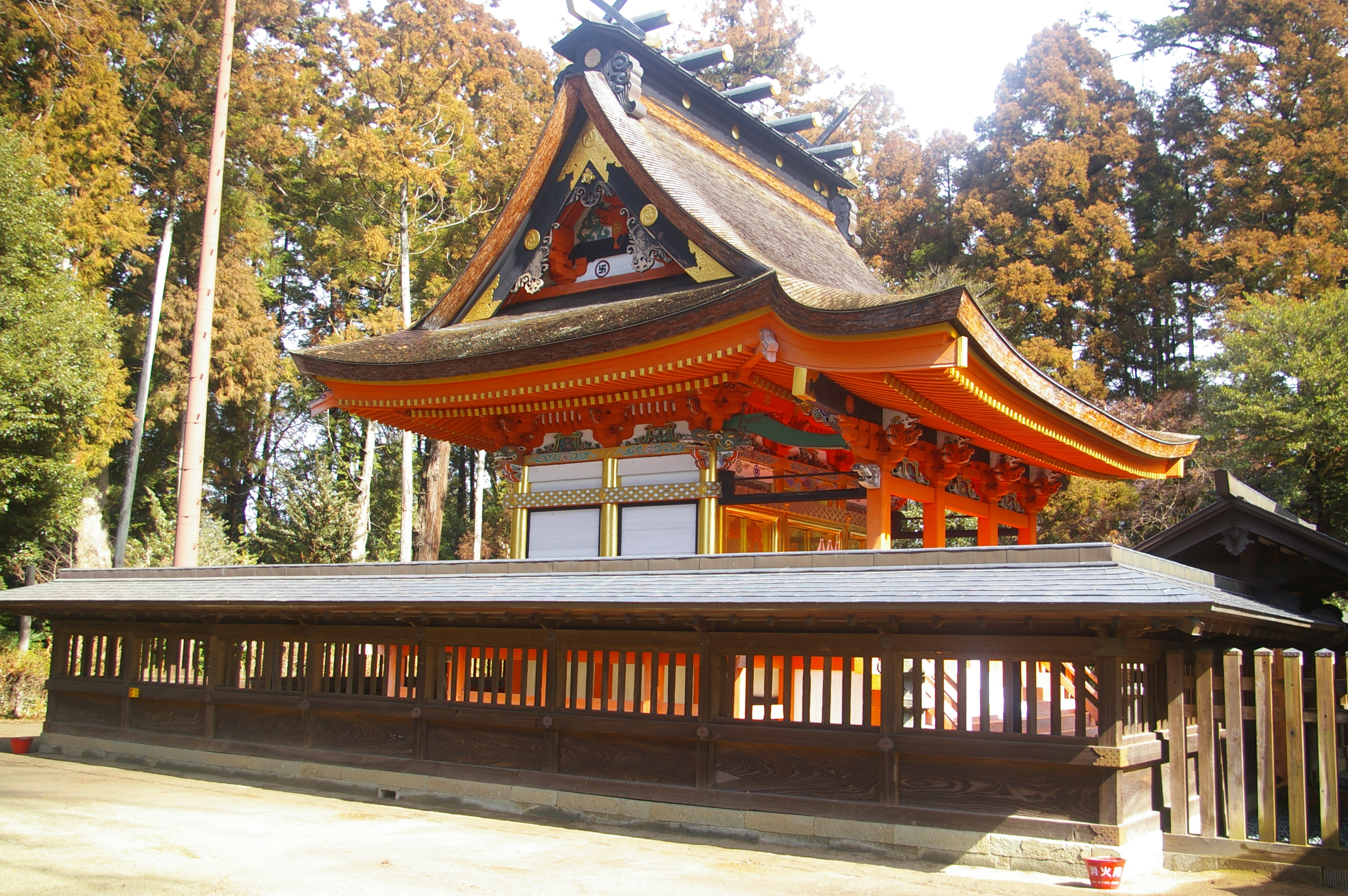
水戸八幡宮本殿

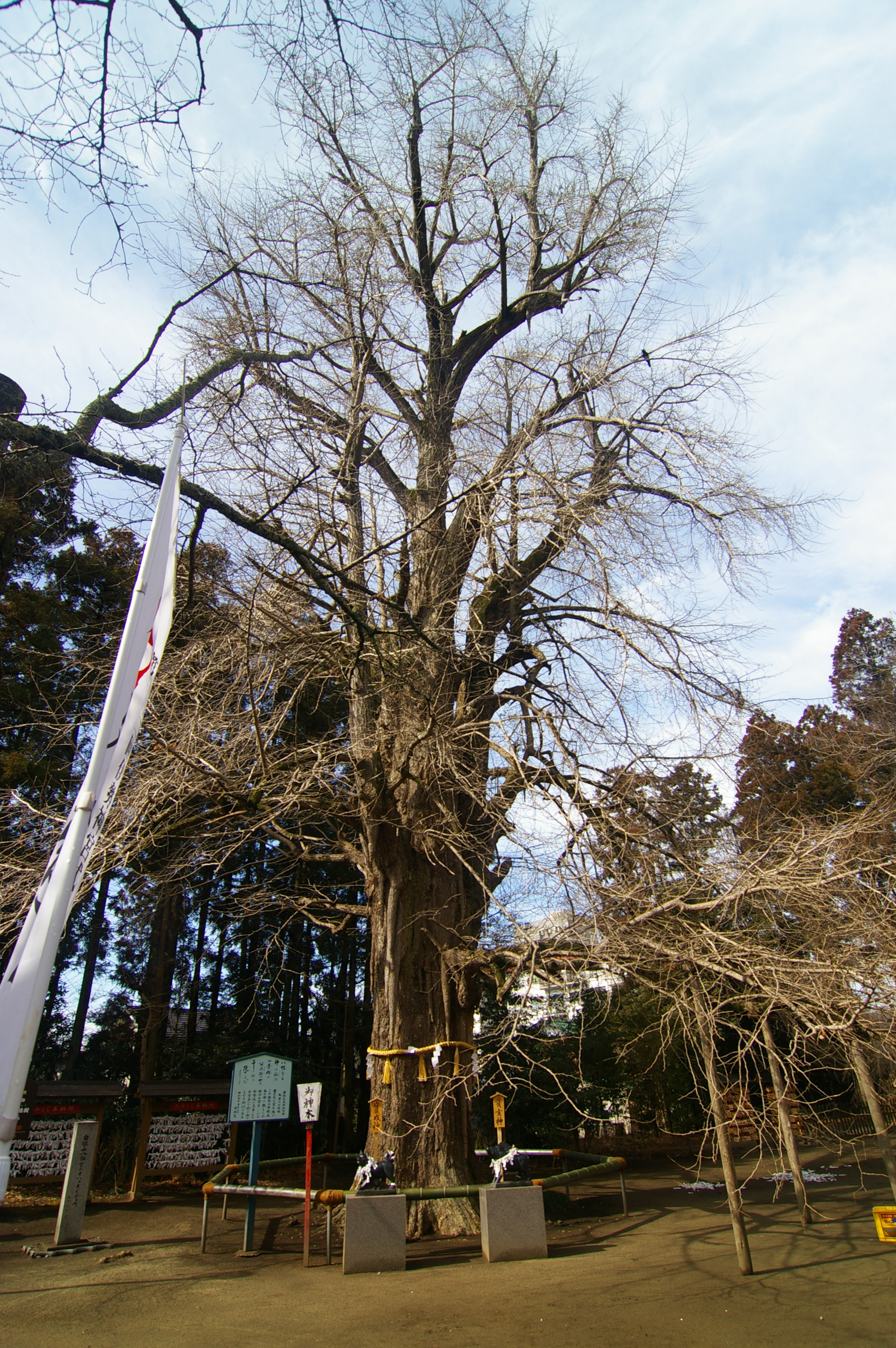
オハツキイチョウ(御葉付公孫樹)

### 重要文化財（国指定）
本殿 - 慶長3年（1598年）建立
桁行３間、梁間２間、一重、入母屋造、屋根とち葺、正面１間通り庇付

### 天然記念物（国指定）
白旗山八幡宮のオハツキイチョウ
樹齢700～800年、樹高42メートル、幹周り9メートル、雌木

### 茨城県指定有形文化財
黒韋肩浅葱糸威筋兜

### 水戸市指定有形文化財
拝殿及び幣殿
神楽殿
随神門
黒漆金銅装八角神輿
狛犬
陣太鼓